# Erythrococca parvifolia
Erythrococca parvifolia är en törelväxtart som beskrevs av Emilio Chiovenda. Erythrococca parvifolia ingår i släktet Erythrococca och familjen törelväxter.
Artens utbredningsområde är Etiopien. Inga underarter finns listade i Catalogue of Life.